# جاسون سبيفك
جاسون سبيفك (بالإنجليزية: Jason Spevack)‏ هو ممثل أمريكي، ولد في 4 يوليو 1997 بتورونتو في كندا.

## أعمال

### أفلام
- (2006) هوليوودلاند[4]

## وصلات خارجية
- جاسون سبيفك على موقع IMDb (الإنجليزية)
- جاسون سبيفك على موقع ألو سيني (الفرنسية)
- جاسون سبيفك على موقع أول موفي (الإنجليزية)
- جاسون سبيفك على موقع قاعدة بيانات الأفلام السويدية (السويدية)
- جاسون سبيفك على موقع قاعدة بيانات الفيلم (الإنجليزية)
- جاسون سبيفك على موقع كينوبويسك (الروسية)